# Aburakago

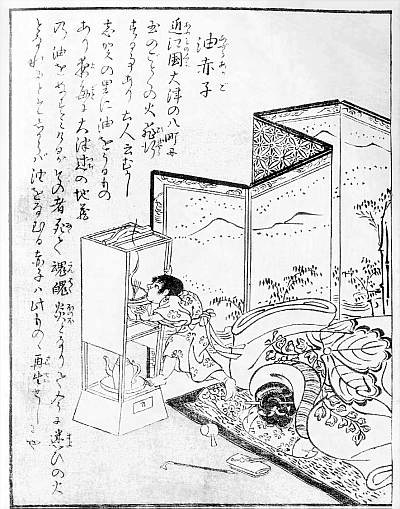
Aburakago desenhado por Toriyama Sekien.

Na mitologia japonesa, Aburakago (あぶらかご) é um youkai que aparece na forma de uma criança e fica voando em torno de lâmpadas em busca de óleo. Aparecem sempre acompanhadas de um hitodama.